# 이율예
이율예(2006년 11월 21일 ~ )은 KBO 리그 SSG 랜더스의 포수이다.

## SSG 랜더스시절
2025년에 입단하였다. 2025년 4월 23일 kt wiz와의 경기에 대타로 출전하며 데뷔 첫 경기를 치렀고, 경기에서 1타수 무안타를 기록했다.

## 출신 학교
- 중리초등학교
- 원동중학교
- 강릉고등학교